# Philoponella republicana
Espèce
Synonymes
- Uloborus republicanus Simon, 1891
- Uloborus cuminamensis Mello-Leitão, 1930
- Uloborus socialis Hingston, 1932
- Uloborus mundior Chamberlin & Ivie, 1936

Philoponella republicana est une espèce d'araignées aranéomorphes de la famille des Uloboridae.

## Distribution
Cette espèce se rencontre au Panama, en Colombie, au Venezuela, au Guyana, au Brésil, au Pérou et en Bolivie,.

## Description
Les mâles décrits par Opell en 1979 mesurent de 3,6  à   4,6 mm et les femelles de 5,5  à   7,6 mm. C'est une espèce d'araignées sociables.

## Publication originale
- Eugène Simon, « Observations biologiques sur les arachnides. I. Araignées sociables. Voyage de M. E. Simon au Venezuela (Décembre 1887-avril 1888) 11e Mémoire », Annales de la Société Entomologique de France, vol. 60,‎ août 1891, p. 5-14 (lire en ligne).